# Músculo flexor corto del dedo gordo
El músculo flexor corto del dedo gordo o flexor hallucis brevis es un músculo humano que se encuentra situado en la planta del pie, entre el abductor del dedo gordo y el flexor corto de los dedos. 
Se origina en la zona medial de la superficie inferior del hueso cuboides, de la porción contigua con el tercera cuña y de la prolongación del tendón del tibial posterior. Se divide en dos partes que se insertan en los lados lateral y medial de la base de la primera falange del dedo gordo. Hay un hueso sesamoideo en cada inserción. En la porción medial se combina con el abductor del dedo gordo previo a su inserción; la porción lateral lo hace con el aductor del dedo gordo el tendón del flexor largo del dedo gordo yace en un surco entre ambos la porción lateral se describe a veces como primer interóseo plantar.
Está inervado por el nervio plantar medial y su contracción produce la flexión de la articulación metatarsofalángica del primer dedo del pie, colaborando por lo tanto con la acción del músculo flexor largo del dedo gordo.

## Vascularización
Este músculo es irrigado por la arteria plantar medial.

## Variaciones
El origen puede variar. A veces recibe fibras del calcáneo o del ligamento plantar largo. A veces está ausente el origen en el cuboide. Puede insertarse en la primera falange del segundo dedo.